# Condado de Thomas (Geórgia)
O Condado de Thomas é um dos 159 condados do Estado americano de Geórgia. A sede do condado é Thomasville, e sua maior cidade é Thomasville. O condado possui uma área de 1 430 km², uma população de 42 737 habitantes, e uma densidade populacional de 30 hab/km² (segundo o censo nacional de 2000). O condado foi fundado em 23 de dezembro de 1825.